# Christopher Buckley

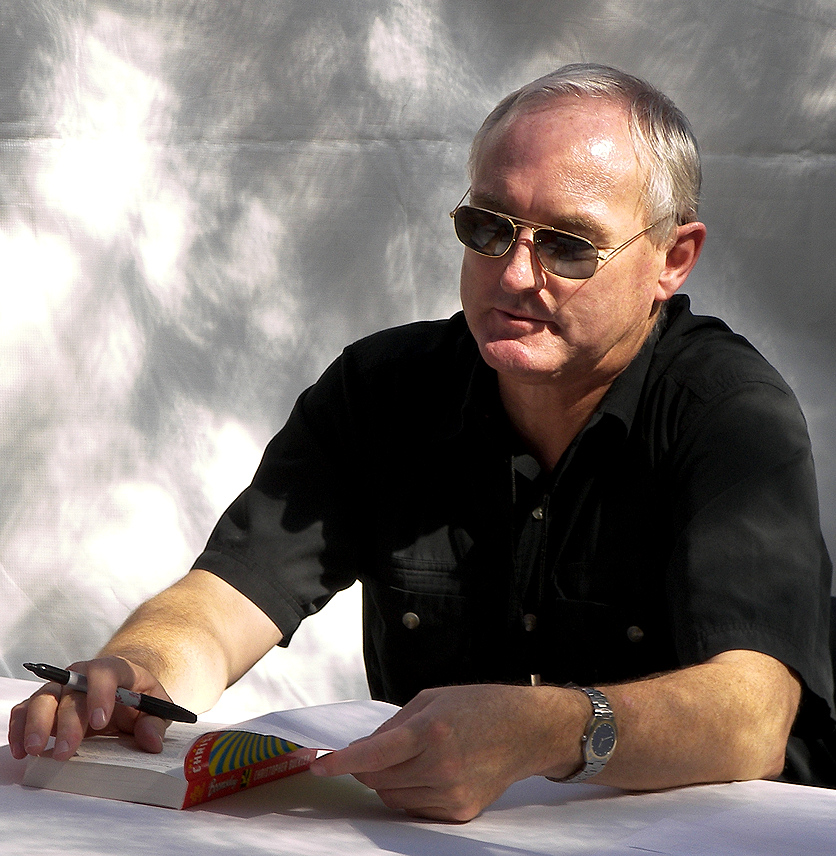
Christopher Buckley (2008)

Christopher Tylor Buckley (* 24. Dezember 1952 in New York City) ist ein US-amerikanischer Autor. Er feierte Erfolge mit politischen Satiren.

## Biographie
Nach dem Besuch einer angesehenen Privatschule studierte er wie auch sein Vater William F. Buckley, Jr. in Yale. Dort war er Mitglied der Studentenverbindung Skull & Bones, aus der bekannte Politiker, Schriftsteller und Geschäftsleute hervortraten.
Nach seinen Studienjahren wurde er Chefredakteur des Esquire und Redenschreiber von George Bush senior. Aus diesen Erfahrungen entstand sein erstes Buch The White House Mess, das keinen großen Erfolg hatte. Erst mit seinem zweiten, 2005 unter demselben Titel verfilmten Buch Thank you for Smoking erregte er zum ersten Mal Aufsehen. Es folgten Bücher wie Little Green Men und Florence of Arabia.

## Bibliographie
- White House Mess (1986), dt. Chaos im Weißen Haus: Liebe, Macht & Mr. President, Übers. Joachim Körber, Louisoder-Verlag, 2014
- Wet Work (1991)
- Thank you for Smoking (1994), dt. Danke, daß Sie hier rauchen, Übers. Friedhelm Rathjen, Haffmans Verlag 1996
  - gleichnamige Verfilmung 2005 mit Aaron Eckhart & Maria Bello, Regie Jason Reitman
- Wry Martinis (1997), Sammlung von Kurzgeschichten
- God is my Broker (1998), dt. Gott ist mein Broker, Übers. Gertraude Krueger, Goldmann Verlag 1998
- Little Green Men (1999), dt. Kleine grüne Männchen, Übers. Stephan Steeger, Goldmann 2000
- No Way to Treat a First Lady (2002)
- Washington Schlepped Here (2003)
- Sky (2004), Sammlung von Gedichten
- Florence of Arabia (2004), dt. Florence von Arabien, Übers. Martin Richter, Haffmans 2005
- ... and the Sea (2006), Sammlung von Gedichten
- Sleepwalk (2006), Sachbuch über Kalifornien
- Boomsday (2007)
- Modern History (2008), Sammlung von Gedichten
- Supreme Courtship (2008), dt. Hohes Gericht, Übers. Joachim Körber, Edition Phantasia 2011
- Losing Mum and Pup (2009), Sachbuch
- Rolling the Bones (2010), Sammlung von Gedichten
- White Shirt (2011), Sammlung von Gedichten
- They Eat Puppies, Don't They (2012)
- Make Russia Great Again (2020) A Novel